# NGC 7265
NGC 7265 é uma galáxia elíptica (E-S0) localizada na direcção da constelação de Lacerta. Possui uma declinação de +36° 12' 37" e uma ascensão recta de 22 horas, 22 minutos e 27,5 segundos.
A galáxia NGC 7265 foi descoberta em 20 de Setembro de 1876 por Édouard Jean-Marie Stephan.